# Nagytarcsa
Nagytarcsa é um município da Hungria, situado no condado de Peste. Tem 12,14 km² de área e sua população em 2015 foi estimada em 4.609 habitantes.